# Association sportive artistique et culturelle de la Concorde
Maillots
Actualités
L'Association sportive artistique et culturelle de la Concorde (en arabe : الجمعية الرياضية الفنية و الثقافية للوئام), plus couramment abrégé en ASAC Concorde, est un club mauritanien de football fondé en 1979 et basé à Nouakchott, la capitale du pays.

## Histoire
Fondé en 1979, il joue en Première Division. Il compte cinq titres nationaux à son palmarès : deux championnats, remporté en 2008 et en 2017, une Coupe de Mauritanie gagnée en 2009 et deux Supercoupes en 2012 et en 2017.
Le club n'a jamais réussi à briller en compétitions internationales. Il compte deux participations à la Coupe de la confédération, avec un bilan d'un match nul et trois défaites en quatre rencontres. Il a également participé à la Coupe de l'UFOA 1982 (élimination au premier tour) et à la Ligue des champions arabes de football 2004-2005 (élimination au tour préliminaire).

## Palmarès
| \| - Championnat de Mauritanie (2) : - Vainqueur : 2007-08 et 2016-17. - Coupe de Mauritanie (2) : - Vainqueur : 2008-09, 2020-21 - Finaliste : 2011-12, 2013-14 et 2015-16. \| \| - Supercoupe de Mauritanie (2) : - Vainqueur : 2012 et 2017. - Finaliste : 2016. - Coupe de la Ligue Nationale (1) : - Vainqueur : 2011-12. - Finaliste : 2014-15, 2017-18 et 2018-19. \| |  | |
| - Championnat de Mauritanie (2) : - Vainqueur : 2007-08 et 2016-17. - Coupe de Mauritanie (2) : - Vainqueur : 2008-09, 2020-21 - Finaliste : 2011-12, 2013-14 et 2015-16. |  | - Supercoupe de Mauritanie (2) : - Vainqueur : 2012 et 2017. - Finaliste : 2016. - Coupe de la Ligue Nationale (1) : - Vainqueur : 2011-12. - Finaliste : 2014-15, 2017-18 et 2018-19. |